# Kazin
Kazin [pronunciación en polaco: /ˈkaʑin/] es una aldea en el distrito administrativo de Gmina Nakło nad Notecią, dentro del condado de Nakło, Voivodato de Cuyavia y Pomerania, en el centro-norte de Polonia. Se encuentra a unos 10 kilómetros al noreste de Nakło nad Notecią y 20 kilómetros al oeste de Bydgoszcz.
El pueblo tiene una población de 230 habitantes.